# Берк, Филип
Филип В. Берк (родился 13 февраля 1933 г.) — бывший американский исполнительный директор кино, журналист и кинокритик. Берк восемь лет был президентом Голливудской ассоциации иностранной прессы, влиятельным членом организации на протяжении нескольких десятилетий, в течение которых стал причиной многочисленных споров.

## Ранняя жизнь и семья
Филип Вульф Берк родился в еврейской семье 13 февраля 1933 года в Кейптауне, Южная Африка.
В 1954 году Берк женился на Рут Гринберг. В браке у них родилось четверо детей. В 1955 году Берк окончил Калифорнийский университет в Лос-Анджелесской, школе театра, кино и телевидения со степенью бакалавра искусств.

## Карьера
Берк работал журналистом и фрилансером, организовывая интернациональные мероприятия. В Малайзии и Южной Африке он был писателем-публицистом и кинокритиком для еврейской газеты «B’nai B’rith Messenger». В 1990-х Берк занимал должность секретаря Ассоциации кинокритиков Лос-Анджелеса .
Берк был членом Голливудской Ассоциации Иностранной Прессы на протяжении 44 лет, также занимал посты президента и казначея организации.

### Мемуары
В 2014 году Берк разозлил представителей Голливудской Иностранной Прессы тем, что опубликовал мемуары под названием «Со знамениями и чудесами — мое путешествие из мрачной Африки к ярким огням Голливуда», в которых подробно описывалась внутренняя работа организации и рассказывались истории некоторых из его коллег. После публикации книги, Берк взял шестимесячный неоплачиваемый отпуск в организации.

### Обвинение Брендана Фрейзера в сексуальных домогательствах
В 2018 году актёр Брендан Фрейзер обвинил Берка в том, что тот трогал его гениталии после обеда в 2003 году Голливудская Ассоциация Иностранной Прессы начала внутреннее расследование, в ходе которого объявила, что «Берк неуместно ощупал мистера Фрейзера, доказательства подтверждают, что сделано ради шутки, а не с целью сексуального домогательства». Исполнительные органы попросили Фрейзера подписать совместное заявление по этому поводу, но не раскрыли ему всей информации. Несколько СМИ и пользователей социальных сетей высказались, что Фрейзер был занесен в чёрный список Голливуда из-за его обвинений в сторону Берка, но сам Берк это отрицал. Возобновив свою актёрскую деятельность в «Ките» в 2022 году, Фрейзер отказался присутствовать на церемонии вручения премии «Золотой глобус» 2023 года, из-за отсутствия примирения, извинений перед Бренданом, несмотря на то, что обвинения были выдвинуты с его стороны. Берк описывал жалобу Фрейзера как «чистую выдумку»; в своих мемуарах 2014 года он признался, что ощупывал Фрейзера «в шутку».

### Письмо и изгнание
В 2021 году правление Голливудской Ассоциации Иностранной Прессы навсегда исключило Берка из организации. Сразу после того, как он отправил другим членам ассоциации электронные письма, в которых цитировал статью. В самой статье Black Lives Matter характеризовали как «агрессивное расистское движение», также описывая Патрису Каллорс как "обученную самоназванную марксистку ". После того, как Берк отправил данное письмо, NBC призвала к немедленному исключению Берка из организации, чтобы можно было продолжать проведение «Золотого Глобуса». После исключения Берка, организация заявила, что «осуждает[-ла] все формы расизма, дискриминации и разжигания ненависти. Также считает подобные формулировки и контент неприемлемыми».